# Leonid Mikitenko
Leonid Mykytenko (ucr. Леонід Микитенко; Hulyay Pole, 8 de febrero de 1944) fue un atleta soviético-ucraniano especializado en la prueba de 10000 m, en la que consiguió ser medallista de bronce europeo en 1966.

## Carrera deportiva
En el Campeonato Europeo de Atletismo de 1966 ganó la medalla de bronce en los 10000 metros, con un tiempo de 28:32.2 segundos, llegando a meta tras el alemán Jürgen Haase y el húngaro Lajos Mecser (plata).